# Live from Memphis (album, Wishbone Ash)
Live from Memphis bylo propagační živou nahrávkou od rockové skupiny Wishbone Ash. Nahrávka obsahovala tři skladby a byla vydána pouze ve Spojených státech. V roce 2002 bylo celé EP přidáno jako bonus na remasterované album Argus (1972).

## Seznam stop

### Strana jedna
1. "Jail Bait" - 4:57
2. "The Pilgrim" - 10:10

### Strana dvě
1. "Phoenix" - 17:05 (skladba byla přidána v roce 1992 jako bonus na reedici Live Dates vydané v USA)

## Obsazení
- Andy Powell – kytara, zpěv
- Ted Turner – kytara, zpěv
- Martin Turner – baskytara, zpěv
- Steve Upton – bicí